# Esther Onyenezide
Esther Chinemerem Onyenezide, née le 30 juin 2003, est une footballeuse professionnelle nigériane évoluant au poste du milieu de terrain. Elle joue dans le club féminin espagnol Madrid CFF et dans l'équipe nationale féminine du Nigeria.

## Carrière
En 2022, elle est sélectionnée par la FIFA comme joueuse du match et marque deux fois lors de la victoire 3-1 contre le Canada,,.
Esther représente le Nigéria lors de la Coupe du Monde U-20 de la FIFA 2022 au Costa Rica puis joue pour le FC Robo Queens avant de rejoindre le Madrid CFF avec un contrat de 3 saisons en 2024.